# フロンティア (たばこ)
フロンティア（Frontier）は、日本たばこ産業（JT）から製造・販売されていたたばこの銘柄の一つ。1988年に発売された。

## 概要
JT製品の中では早期に登場した低タールブランドであり、世界的にも低タール1mg/低ニコチン0.1mgの草分けブランドである。発売当初のCMには所ジョージが起用され、「俺より軽いフロンティア」のキャッチコピーが使われた。また俳優の小林薫も出演していたことがある。
最終発売銘柄は、ノンメンソールのタール1mg/ニコチン0.1mgの1種類のみで、その後はキャスターのサブブランドになっていた。過去にはノンメンソールのタール3mg/ニコチン0.3mgや、メンソール製品、D-spec製品等も存在した。フレーバーには、チョコレート香料を使用している。
発売当初から2003年まで、フロンティア・ライト（1992年まではソフト/1993年以降はボックス）がタール1mg製品の売り上げ1位だったが、他の銘柄の1mg製品の出揃ったこともあり、相対的に目立たなくなり始め、2011年7月の11位（通算46位）を最後に、全体の売り上げ50位圏内から姿を消した。
2004年に大幅なパッケージ変更がなされ、メタリック調のパッケージに変更された。
2012年8月には、最後のフロンティアブランド製品であった「フロンティア・ライト・ボックス」が「キャスター・フロンティア・ワン・ボックス」と名称変更し、フロンティアブランドの単独展開を終了。2015年8月より「ウィンストン・XS・キャスター・エフアール・ワン・ボックス（エフアールは"FRontier"の略）」へ変更したため、フロンティアブランドは完全に消滅した。

## 製品一覧

### 販売終了製品
※データは販売終了時点のもの